# Ɵ́
Cette page contient des caractères spéciaux ou non latins. S’ils s’affichent mal (▯, ?, etc.), consultez la page d’aide Unicode.
Ɵ́ (minuscule : ɵ́), appelé O barré accent aigu, est une lettre utilisé dans l’écriture du dan au Liberia.
Elle est formée de la lettre O barré obliquement diacritée d’un accent aigu.

## Représentations informatiques
Le O barré accent aigu peut être représente avec les caractères Unicode suivants :
- décomposé (latin étendu B, alphabet phonétique international, diacritiques)[1],[2],[3] :

| formes    | représentations | chaînes de caractères | points de code | descriptions                                                   |
| --------- | --------------- | --------------------- | -------------- | -------------------------------------------------------------- |
| capitale  | Ɵ́               | Ɵ◌́                    | U+019F U+0301  | lettre majuscule latine o tilde médian diacritique accent aigu |
| minuscule | ɵ́               | ɵ◌́                    | U+0275 U+0301  | lettre minuscule latine o barré diacritique accent aigu        |